# مهاب مميش
الفريق مهاب محمد حسين مميش هو رئيس هيئة قناة السويس ورئيس الهيئة العامة لتنمية المنطقة الاقتصادية لقناة السويس الأسبق ومستشار رئيس الجمهورية لمشروعات محور قناة السويس والموانئ البحرية الحالي. ولد في 6 أغسطس 1948 وشغل سابقاً منصب قائد القوات البحرية المصرية منذ 27 سبتمبر 2007، وبحكم منصبه كان عضواً في المجلس الأعلى للقوات المسلحة الذي تولى إدارة شئون جمهورية مصر العربية في أعقاب ثورة 25 يناير.

## حياته المهنية
- تم تعيينه قائداً للقوات البحرية المصرية في 27 سبتمبر 2007 وحتى 12 أغسطس 2012.
- تم تعيينه رئيساً لهيئة قناة السويس بدرجة وزير في 12 أغسطس 2012.
- تم تعيينه رئيساً للهيئة العامة لتنمية المنطقة الاقتصادية لقناة السويس بجانب منصبه كرئيس لهيئة قناة السويس في 30 أبريل 2017.[5]
- تم تعيينه مستشاراً لرئيس الجمهورية لمشروعات محور قناة السويس والموانئ البحرية في 17 أغسطس 2019.

## التأهيل العلمي
- درجة البكالوريوس في العلوم العسكرية وبكالوريوس العلوم البحرية من الكلية البحرية المصرية سنة 1971.
- دورة هروب الغواصات للطوارئ.
- دورة المعرفة العامة للغواصات.
- دورة الأمن العسكري.
- درجة الماجستير في العلوم البحرية.
- درجة زمالة أكاديمية ناصر العسكرية العليا.

## الدورات والبعثات
- بعثة المملكة المتحدة (1980)
- بعثة تدريب دورة الولايات المتحدة الأمريكية (1983)
- بعثة الإمارات العربية المتحدة (1987—1989)
- بعثة جمهورية الصين الشعبية (1992)
- بعثة الولايات المتحدة الأمريكية (1992)
- بعثة الولايات المتحدة الأمريكية (1995)
- بعثة الولايات المتحدة الأمريكية (1998)
- بعثة اليونان (1999)
- بعثة فرنسا (2002)
- بعثة الولايات المتحدة الأمريكية (2004)

## حياته الشخصية
متزوج ولديه (ابنتان).

## الأوسمة والأنواط والميداليات
- ميدالية الخدمة الطويلة والقدوة الحسنة.
- نوط التدريب.
- ميدالية القوات البحرية المصرية.
- نوط تحرير سيناء.
- نوط الواجب العسكري.
- ميدالية اليوبيل الفضي لتحرير سيناء.
- ميدالية 6 أكتوبر 1973.
- ميدالية اليوبيل الفضي لنصر أكتوبر.
- ميدالية اليوبيل الفضي لثورة يوليو.
- ميدالية اليوبيل الذهبي لثورة يوليو.
- ميدالية 25 يناير.
- وسام الجمهورية من الطبقة الأولى.

## مهامه خلال توليه قيادة القوات البحرية
1. تأمين مسرح العمليات البحري والموانئ والمسطحات المائية والممرات البحرية والأهداف الاستراتيجية الموجودة بالمياه الإقامية المصرية.
2. تأمين السواحل ومنصات الغاز والبترول ومكافحة أعمال التلوث البحري.
3. التصدي لمحاولات الإغارة علي المستودعات والموانئ وخاصة موانئ البترول.
4. التعاون مع الجيش الثاني الميداني وقوات حرس الحدود لمنع أية أعمال تخريبية من شأنها تعطيل الملاحة في قناة السويس.
5. تأمين مقرات الاستفتاء علي التعديلات الدستورية في 189 لجنة ومقر في المحافظات والنقاط التي تتواجد بها قواعد بحرية وأبرزها الإسكندرية والبحر الأحمر.
6. تأمين لجان امتحان الثانوية العامة بالإسكندرية.
7. تأمين شوارع مدينة الإسكندرية ونشر الكمائن أثناء أحداث ما بعد ثورة يناير بالتعاون مع المنطقة الشمالية العسكرية.
8. التصدي لعمليات الهجرة غير الشرعية بالتعاون مع المنطقة الشمالية العسكرية.
9. تأمين المياه الإقليمية المصرية ضد أعمال القرصنة.
10. الاهتمام بتصنيع وحدات بحرية جديدة في الترسانات البحرية المصرية بشكل مشترك في حين تتولي الترسانات تصنيع وحدات كاملة بإنتاج مصري خالص.
11. إجهاض العديد من عمليات تهريب السلاح والمخدرات.